# Heksamer
Heksamer je telo koje se sastoji od šest podjedinica. U mikrobiologiji, heksamer je protein od koga je formirana poliedrarska proteinska ljuska koja zatvara bakterijske mikropregrade poznate kao karboksizomi.
Randomni heksamer ili randomni heksonukleotidi su prajmeri koji se koriste u raznim PCR aplikacijama kao što je sinteza DNK.